# Veikkausliiga 2013
La Veikkausliiga 2013 fu la centoquattresima edizione della massima serie del campionato finlandese di calcio, la ventiquattresima come Veikkausliiga. Il campionato, iniziato il 13 aprile e terminato il 26 ottobre, con il formato a girone unico e composto da dodici squadre, venne vinto dall'HJK per il quinto anno consecutivo. Capocannoniere del torneo fu Tim Väyrynen, calciatore dell'Honka, con 17 reti realizzate.

## Stagione

### Novità
Dalla Veikkausliiga 2012 venne retrocesso l'Haka, mentre dalla Ykkönen 2012 venne promosso il RoPS.

### Formula
Le dodici squadre si affrontavano tre volte nel corso del campionato, per un totale di 33 giornate. La prima classificata era decretata campione di Finlandia e veniva ammessa alla UEFA Champions League 2014-2015. La seconda e la terza classificata venivano ammesse al primo turno di qualificazione della UEFA Europa League 2014-2015. Se la vincitrice della Suomen Cup, ammessa al secondo turno di qualificazione della UEFA Europa League 2014-2015, si classificava al secondo o al terzo posto, la quarta classificata veniva ammessa al primo turno di qualificazione della UEFA Europa League. L'ultima classificata veniva retrocessa direttamente in Ykkönen.

## Squadre partecipanti
| Club          | Stagione | Città     | Stadio                        | Stagione 2012              |
| ------------- | -------- | --------- | ----------------------------- | -------------------------- |
| HJK           |          | Helsinki  | Sonera Stadium                | Campione di Finlandia      |
| Honka         |          | Espoo     | Tapiolan urheilupuisto        | 7º posto in Veikkausliiga  |
| IFK Mariehamn |          | Mariehamn | Wiklöf Holding Arena          | 4º posto in Veikkausliiga  |
| Inter Turku   |          | Turku     | Veritas-stadion               | 2º posto in Veikkausliiga  |
| Jaro          |          | Jakobstad | Jakobstads centralplan        | 11º posto in Veikkausliiga |
| JJK           |          | Jyväskylä | Harjun stadion                | 9º posto in Veikkausliiga  |
| KuPS          |          | Kuopio    | Savon Sanomat Areena          | 10º posto in Veikkausliiga |
| Lahti         | dettagli | Lahti     | Lahden Stadion                | 5º posto in Veikkausliiga  |
| MyPa          |          | Kouvola   | Saviniemi                     | 6º posto in Veikkausliiga  |
| RoPS          |          | Rovaniemi | Rovaniemen Keskuskenttä       | 1º posto in Ykkönen        |
| TPS           |          | Turku     | Veritas-stadion               | 3º posto in Veikkausliiga  |
| VPS           | dettagli | Vaasa     | Hietalahden jalkapallostadion | 8º posto in Veikkausliiga  |

## Classifica finale
|  | Pos. | Squadra       | Pt | G  | V  | N  | P  | GF | GS | DR  |
|  | ---- | ------------- | -- | -- | -- | -- | -- | -- | -- | --- |
|  | 1.   | HJK           | 73 | 33 | 22 | 7  | 4  | 78 | 25 | +53 |
|  | 2.   | Honka         | 61 | 33 | 18 | 7  | 8  | 51 | 37 | +14 |
|  | 3.   | VPS           | 51 | 33 | 14 | 9  | 10 | 41 | 39 | +2  |
|  | 4.   | IFK Mariehamn | 49 | 33 | 14 | 7  | 12 | 57 | 62 | −5  |
|  | 5.   | Lahti         | 48 | 33 | 15 | 3  | 15 | 47 | 49 | −2  |
|  | 6.   | MyPa          | 47 | 33 | 14 | 5  | 14 | 42 | 37 | +5  |
|  | 7.   | KuPS          | 41 | 33 | 11 | 8  | 14 | 43 | 42 | +1  |
|  | 8.   | TPS           | 41 | 33 | 10 | 11 | 12 | 42 | 46 | −4  |
|  | 9.   | Inter Turku   | 40 | 33 | 9  | 13 | 11 | 31 | 38 | −7  |
|  | 10.  | Jaro          | 37 | 33 | 9  | 10 | 14 | 41 | 50 | −9  |
|  | 11.  | RoPS          | 34 | 33 | 8  | 10 | 15 | 25 | 36 | −11 |
|  | 12.  | JJK           | 22 | 33 | 4  | 10 | 19 | 27 | 64 | −37 |

Legenda:
      Campione di Finlandia e ammessa alla UEFA Champions League 2014-2015
      Ammesse in UEFA Europa League 2014-2015
      Retrocesse in Ykkönen
Note:
Tre punti a vittoria, uno a pareggio, zero a sconfitta.

## Risultati
|             | HJK     | Hon     | Int     | Jar     | JJK     | KuP     | Lah     | Mar     | MyP     | RoP     | TPS     | VPS     |
| ----------- | ------- | ------- | ------- | ------- | ------- | ------- | ------- | ------- | ------- | ------- | ------- | ------- |
| HJK         | ––––    | 4-2     | 6-0     | 0-0     | 2-0     | 1-2 4-2 | 2-1     | 0-0 6-1 | 2-0 2-1 | 2-0 3-0 | 0-2 3-1 | 1-2 3-0 |
| Honka       | 0-2 1-0 | ––––    | 0-0     | 4-2     | 3-2 3-3 | 1-0 2-4 | 1-0 4-2 | 2-1     | 2-0     | 2-0 0-0 | 2-1     | 3-0     |
| Inter Turku | 2-2 1-1 | 0-1 1-2 | ––––    | 1-0     | 3-1 2-0 | 2-2     | 2-0 1-3 | 0-2     | 0-0     | 0-0     | 1-1     | 0-0 1-2 |
| Jaro        | 2-3 1-5 | 2-2 1-3 | 0-0     | ––––    | 3-0     | 2-1 2-2 | 7-1     | 1-2     | 2-0     | 2-1 2-0 | 1-1 0-3 | 2-1     |
| JJK         | 1-3 0-5 | 1-0     | 2-0     | 0-0     | ––––    | 0-0 0-4 | 0-0 2-3 | 3-2     | 0-3     | 1-1     | 1-1     | 0-1 1-3 |
| KuPS        | 0-0     | 1-2     | 1-1 1-2 | 3-0     | 2-1     | ––––    | 0-1     | 0-1 3-2 | 1-1 0-2 | 1-0 2-0 | 4-1 1-1 | 1-0     |
| Lahti       | 0-1 0-2 | 0-1     | 1-0     | 1-2 5-2 | 2-1     | 1-0 2-0 | ––––    | 2-1 5-1 | 3-0     | 0-0 2-3 | 0-1 3-2 | 0-2     |
| Mariehamn   | 0-5     | 1-4 3-2 | 1-2 1-1 | 1-0 0-0 | 2-2 4-1 | 4-2     | 2-2     | ––––    | 0-4 3-2 | 1-0     | 2-0     | 0-1 4-1 |
| MyPa        | 2-4     | 1-0 0-0 | 1-0 1-1 | 1-2 1-0 | 0-1 3-0 | 2-0     | 2-0 0-1 | 3-1     | ––––    | 0-1     | 2-1     | 3-0 1-1 |
| RoPS        | 0-0     | 0-1     | 1-0 1-2 | 0-0     | 4-0 1-1 | 1-0     | 3-0     | 1-3 0-2 | 2-1 0-1 | ––––    | 1-0 1-1 | 0-0     |
| TPS         | 0-3     | 2-0     | 2-1 1-1 | 2-2     | 1-0 2-2 | 0-0     | 1-2     | 2-4 3-3 | 1-2 2-1 | 2-1     | ––––    | 0-1 2-1 |
| VPS         | 1-1     | 0-0 1-1 | 1-2     | 2-1 3-0 | 1-0     | 1-2 2-1 | 0-3 3-1 | 2-2     | 4-1     | 3-1 1-1 | 0-0     | ––––    |

## Statistiche

### Classifica marcatori
| Gol |  |  | Giocatore          | Squadra       |
| --- |  |  | ------------------ | ------------- |
| 17  |  |  | Tim Väyrynen       | Honka         |
| 16  |  |  | Rafael             | Lahti         |
| 14  |  |  | Mikael Forssell    | HJK           |
| 12  |  |  | Pekka Sihvola      | MyPa          |
| 12  |  |  | Ilja Venäläinen    | KuPS          |
| 11  |  |  | Demba Savage       | HJK           |
| 11  |  |  | Erfan Zeneli       | HJK           |
| 9   |  |  | Tomi Ameobi        | VPS           |
| 9   |  |  | Kris Bright        | IFK Mariehamn |
| 9   |  |  | Jonas Emet         | Jaro          |
| 9   |  |  | Irak'li Sirbiladze | Inter Turku   |
| 8   |  |  | Sasha Anttilainen  | MyPa          |
| 8   |  |  | Dever Orgill       | IFK Mariehamn |
| 8   |  |  | Shahdon Winchester | Jaro          |